# Young Scooter
Young Scooter (справжнє ім'я: Кеннет Едвард Бейлі; 1986—2025) — американський репер з Атланти, штат Джорджія, власник лейблу Black Migo Gang. Став відомим у 2012 після виходу низки успішних мікстейпів. Мікстейп Street Lottery отримав позитивні відгуки оглядачів і золотий статус на сайті DatPiff. Реліз посів 24-ту сходинку «40 найкращих хіп-хоп альбомів 2013» за версією SPIN.

## Життєпис
Народився у Волтерборо, штат Південна Кароліна. У 9 років сім'я переїхала до Кірквуда, району на сході Атланти (також відомий як Мала Мексика). У 2008 після звинувачення в торгівлі наркотиками вирішив розпочати музичну кар'єру. Є другом дитинства атлантського репера Future.
Справжній прорив відбувся в січні 2013, коли він видав Street Lottery. SPIN назвав мікстейп «Реп-релізом тижня», а XXL помістив його до рейтингу «12 найкращих мікстейпів січня». На DatPiff реліз безкоштовно завантажили понад 100 тис. разів. Офіційний відеокліп «Colombia», зрежисований Декатуром Деном, дебютував на MTV 31 січня. Пісня стала хітом на Півдні, особливо у рідному місті репера, Атланті. 25 жовтня 2013 Scooter анонсував вихід Street Lottery 2 1 січня 2014.

## Музичний стиль
Scooter відомий фрістайльним репом без записування текстів, подібно до Gucci Mane. За словами репера, його не хвилює, що він говорить, допоки йдеться про гроші. Спроби наполегливо думати й записувати лише руйнують усе. На Scooter вплинули Jay-Z, 50 Cent та Diddy.

## Проблеми із законом
8 квітня 2013 поліція зупинила авто Young Scooter в окрузі Декальб, штат Джорджія, й затримала його за порушення випробувального терміну. За HipHopDX, репер сидів в одній камері з Gucci Mane, якого арештували 12 квітня за порушення пробації. Scooter провів шість місяців за ґратами. Його звільнили в середині жовтня 2013.

## Дискографія

### Мікстейпи
| Назва                              | Деталі альбому                                                                        |
| ---------------------------------- | ------------------------------------------------------------------------------------- |
| Finessin' & Flexin'                | - Випущений: 26 вересня 2011 - Лейбл: Freebandz - Формат: Цифрове завантаження        |
| Married to the Streets             | - Випущений: 21 січня 2012 - Лейбл: Freebandz - Формат: Цифрове завантаження          |
| Plug Brothers (разом з Cartel MGM) | - Випущений: 27 червня 2012 - Лейбл: Самовидання - Формат: Цифрове завантаження       |
| Voice of the Streetz               | - Випущений: 2 листопада 2012 - Лейбл: Самовидання - Формат: Цифрове завантаження     |
| Street Lottery                     | - Випущений: 1 січня 2013 - Лейбл: Самовидання - Формат: Цифрове завантаження         |
| Free Bricks 2 (разом з Gucci Mane) | - Випущений: 28 лютого 2013 - Лейбл: Самовидання - Формат: Цифрове завантаження       |
| From the Cell Block to Your Block  | - Випущений: 29 серпня 2013 - Лейбл: Самовидання - Формат: Цифрове завантаження       |
| Street Lottery 2                   | - Випущений: 1 січня 2014 - Лейбл: Black Migo Gang - Формат: Цифрове завантаження     |
| 80's Baby                          | - Випущений: 5 липня 2014 - Лейбл: Black Migo Gang - Формат: Цифрове завантаження     |
| Jug Season                         | - Випущений: 27 січня 2015 - Лейбл: Black Migo Gang - Формат: Цифрове завантаження    |
| Juggathon (разом з Zaytoven)       | - Випущений: 27 травня 2015 - Лейбл: Black Migo Gang - Формат: Цифрове завантаження   |
| Married to the Streets 2           | - Випущений: 3 листопада 2015 - Лейбл: Black Migo Gang - Формат: Цифрове завантаження |

### Сингли
| Назва                                                  | Рік  | Найвищі чартові позиції | Найвищі чартові позиції | Найвищі чартові позиції | Альбом         |
| Назва                                                  | Рік  | США                     | US R&B                  | US Rap                  | Альбом         |
| ------------------------------------------------------ | ---- | ----------------------- | ----------------------- | ----------------------- | -------------- |
| «Colombia»                                             | 2012 | —                       | —                       | —                       | Street Lottery |
| «DI$Function» (з участю Future, Juicy J та Young Thug) | 2014 | —                       | —                       | —                       |                |

### Гостьові появи
- 2011: «Stand» (Future з участю Young Scooter)
- 2011: «We on Top» (Future з уч. Young Scooter)
- 2011: «We Winnin'» (Future з уч. Young Scooter)
- 2012: «All We Do» (Yung Ralph з уч. Young Scooter)
- 2012: «Anything You Want» (Dose з уч. Future та Young Scooter)
- 2012: «Birds Take a Bath» (Future з уч. Young Jeezy та Young Scooter)
- 2012: «Dead Man» (Gucci Mane з уч. Trae tha Truth та Young Scooter)
- 2012: «Don't Trust» (Gucci Mane з уч. Young Scooter)
- 2012: «Fuck Something» (Gucci Mane з уч. Kirko Bangz, Waka Flocka Flame та Young Scooter)
- 2012: «Money Habits» (Gucci Mane з уч. Young Scooter)
- 2012: «On It» (Mike WiLL Made It з уч. Chief Keef та Young Scooter)
- 2012: «Plug Relation» (Cartel MGM з уч. Young Scooter)
- 2012: «Rolly Up» (Gucci Mane з уч. Waka Flocka Flame та Young Scooter)
- 2012: «Shooter» (Gucci Mane з уч. Yung Fresh та Young Scooter)
- 2012: «Sky Diving» (OG Boo Dirty з уч. Gucci Mane та Young Scooter)
- 2012: «Smoke Alarm» (Cartel MGM з уч. Young Scooter)
- 2013: «Appeal» (з F.B.G: The Movie)
- 2013: «Big Guwap» (Gucci Mane з уч. Young Scooter)
- 2013: «Bullet Wound» (Gucci Mane з уч. Lil Wayne та Young Scooter)
- 2013: «Cali» (Gucci Mane з уч. Young Scooter)
- 2013: «Can't Handle Me» (Gucci Mane та Young Dolph з уч. Young Scooter)
- 2013: «Convicts» (Donkey з уч. Young Scooter)
- 2013: «Done It All» (Casino з уч. Young Scooter)
- 2013: «Ea$tside» (Trinidad James з уч. Gucci Mane, Alley Boy, Childish Gambino та Young Scooter)
- 2013: «Everything Ours» (Future з уч. Young Scooter; з F.B.G: The Movie)
- 2013: «Faces» (Gucci Mane з уч. Young Scooter)
- 2013: «Fuck with It» (Young Thug з уч. Young Scooter)
- 2013: «Grew Up» (Young Dolph з уч. Project Pat та Young Scooter)
- 2013: «Holmes» (Migos з уч. Gucci Mane та Young Scooter)
- 2013: «I Need More» (Fredo Santana з уч. Young Scooter)
- 2013: «I'm Good» (Future з уч. Young Scooter)
- 2013: «Investigation» (Gucci Mane та Young Dolph з уч. Big Bank Black і Young Scooter)
- 2013: «Maserati» (Philthy Rich з уч. Gucci Mane та Young Scooter)
- 2013: «Missing» (Future з уч. Big Bank Blank та Young Scooter; з F.B.G: The Movie)
- 2013: «Money Counter» (Alley Boy з уч. Young Scooter)
- 2013: «Muphucka» (Mexico Rann з уч. Young Scooter; з F.B.G: The Movie)
- 2013: «Murda She Wrote» (Waka Flocka Flame з уч. Cartel MGM та Young Scooter)
- 2013: «Muddy» (Gucci Mane з уч. Young Dolph та Young Scooter)
- 2013: «New Money» (Shawty Lo з уч. Cash Out та Young Scooter)
- 2013: «Pickup and Dropoffs» (Chevy Woods з уч. Young Scooter)
- 2013: «Play No Games» (Frenchie з уч. Young Scooter)
- 2013: «Plug Prices» (OJ da Juiceman з уч. Young Scooter)
- 2013: «Project Building» (E-40 з уч. Gucci Mane та Young Scooter)
- 2013: «Recognize» (Gucci Mane з уч. Akon та Young Scooter)
- 2013: «Short Fuse» (Waka Flocka Flame з уч. Eldorado Red та Young Scooter)
- 2013: «Topside» (Gunplay з уч. Young Breed та Young Scooter)
- 2013: «Who U Wit» (Verse Simmonds з уч. Yo Gotti, Trouble та Young Scooter)
- 2014: «Big Plays» (Taylor J з уч. Young Scooter)
- 2014: «Boss Shit» (Gucci Mane з уч. Young Scooter)
- 2014: «Dont Wanna Be Right» (Gucci Mane з уч. Young Fresh та Young Scooter)
- 2014: «Ghetto Gold» (Waka Flocka Flame з уч. Young Scooter)
- 2014: «Juug House» (Gucci Mane з уч. Young Scooter та Fredo Santana)
- 2014: «Move That Dope/Nextel Chirp/Let Your Hair Blow» (Childish Gambino з уч. Young Scooter)
- 2014: «Orders» (Extream Bling з уч. Young Scooter та Dreco)
- 2014: «What You Said» (Project Pat з уч. Young Scooter)
- 2015: «4 Houses (Remix)» (DJ Frank White з уч. Doe B та Young Scooter)
- 2015: «Boss Moves» (VL Deck з уч. Young Scooter та K Blacka)
- 2015: «Break a Bitch» (Gucci Mane з уч. Young Scooter та Sonny BSM)
- 2015: «Do What I Want» (Casino з уч. Young Scooter та Young Thug)
- 2015: «East Atlanta» (Gucci Mane з уч. Young Scooter та DJ Holiday)
- 2015: «Flexin Hard» (Woop з уч. Young Scooter)
- 2015: «Jet Speed» (#2Hard з уч. Young Scooter)
- 2015: «Lonely (Remix)» (Speaker Knockerz з уч. Young Scooter)
- 2015: «Not Industry» (Casino з уч. Young Scooter)
- 2015: «Oooooh» (Future з уч. Young Scooter)
- 2015: «Real Dope Boy» (Gucci Mane з уч. Peewee Longway та Young Scooter)
- 2015: «Red, White, & Blue» (Dreco з уч. Young Scooter)
- 2015: «Reputation» (Gucci Mane з уч. Big Bank Black та Young Scooter)
- 2015: «Ride» (Lil Reese з уч. Jim Jones та Young Scooter)
- 2015: «T.A.N.» (Colonel Loud з уч. Young Scooter)
- 2015: «That Boy» (OG Boo Dirty з уч. Young Scooter та CEO Lil Kenny)
- 2015: «Voices» (Trust Gang з уч. Young Scooter та Klass Murda)
- 2016: «Anything You Want» (Diego Dose з уч. Future та Young Scooter)

### Відеокліпи

#### Власні
| Назва                                                          | Рік  | Режисер(и)     |
| -------------------------------------------------------------- | ---- | -------------- |
| «77 Birds» (з участю Gucci Mane)                               | 2012 | G Visuals      |
| «Cash Money»                                                   | 2012 | Cricket        |
| «The Corner»                                                   | 2012 | Cricket        |
| «Down Bad»                                                     | 2012 | G Visuals      |
| «Hardest Thing in Life»                                        | 2012 | The Kid G Rank |
| «Flying Packs» (з участю Cartel MGM)                           | 2012 | GT Films       |
| «Colombia»                                                     | 2013 | Декатур Ден    |
| «Street Lights» (з участю Gucci Mane та OJ da Juiceman)        | 2013 | Mr. Boomtown   |
| «Streets Talking» (з участю Shyst Red)                         | 2013 | Кем Кірк       |
| «Colombia» (Remix) (з участю Rick Ross, Birdman та Gucci Mane) | 2013 | Ґебріел Гарт   |

#### Інших виконавців
| Назва                                                            | Рік  | Режисер(и)     |
| ---------------------------------------------------------------- | ---- | -------------- |
| «Anything You Want» (Dose з участю Future та Young Scooter)      | 2012 | G Visuals      |
| «All We Do» (Yung Ralph з участю Young Scooter)                  | 2012 | Cricket        |
| «Money Habits» (Gucci Mane з участю Young Scooter)               | 2012 | Cricket        |
| «Dead Man» (Gucci Mane з участю Young Scooter та Trae tha Truth) | 2012 | Philly Fly Boy |
| «New Money» (Shawty Lo з участю Cash Out та Young Scooter)       | 2013 | GT Films       |
| «Shooter» (Gucci Mane з участю Young Scooter та Yung Fresh)      | 2013 | Mr. Boomtown   |
| «Holmes» (Migos з участю Young Scooter та Gucci Mane)            | 2013 | Майк Раян      |